# 迫町佐沼
迫町佐沼（はさまちょうさぬま）は、宮城県登米市迫地区にある大字。旧栗原郡北方村の一部、登米郡北方村の一部、登米郡佐沼町、登米郡迫町佐沼に相当する。郵便番号は987-0511。

## 概要
域内は住宅地や商店街が展開され、市役所やその他多くの公共機関が所在するなど登米市の経済的・政治的中心となっている。
また、迫町佐沼は人口集中地区に指定されている。

## 地理

### 地価
2019年（令和元年）の公示地価によれば、下記の迫町佐沼の宅地および宅地見込み地における地価は次の通りである。
宮城県地価調査
- 迫町佐沼字鉄砲丁30番（登米-1） : 20,200円/m2
- 迫町佐沼江合二丁目7-6（登米-2） : 24,600円/m2

### 小字
迫町佐沼は以下のような小字を擁する。
- 天渕
- 飯島
- 石仏
- 一本杉
- 内町
- 梅ノ木1丁目
- 梅ノ木2丁目
- 梅ノ木3丁目
- 梅ノ木4丁目
- 梅ノ木5丁目
- 江合1丁目
- 江合2丁目
- 江合3丁目
- 大網
- 大網上
- 大網下
- 大網無番地
- 大瀬
- 大東
- 上舟丁
- 北駒木袋
- 北散田
- 小金丁
- 駒木袋
- 菜園
- 斉助
- 散田
- 三沼
- 下田中
- 下屋敷
- 十五畴（じゅうごうね）[6]
- 新飯島西
- 新大瀬
- 新大東
- 新駒木袋
- 新中島
- 新二本杉
- 新待井
- 末広
- 舘ケ袋
- 鉄砲丁
- 寺浦
- 天神前
- 遠散田
- 泥内
- 中江
- 中江1丁目
- 中江2丁目
- 中江3丁目
- 中江4丁目
- 中江5丁目
- 中島
- 中待井
- 七日市場
- 錦
- 西佐沼
- 西舘
- 西舘上
- 西舘北
- 西舘下
- 二本杉
- 沼向
- 萩洗1丁目
- 萩洗2丁目
- 八幡
- 八幡堂
- 東佐沼
- 光ケ丘
- 袋向
- 巻ノ上
- 待井
- 的場
- 丸子
- 万蔵壇
- 南駒木袋
- 南佐沼1丁目
- 南佐沼2丁目
- 南佐沼3丁目
- 南散田
- 南元丁
- 山下前
- 八幡1丁目
- 八幡2丁目
- 八幡3丁目

## 歴史
江戸期には栗原郡北方村に属しており、佐沼本郷とも称した。佐沼城の城下町として発展し、古くから地域の中枢としての機能を果たしていた。近代になっても、登米郡役所が置かれるなど登米郡の物資集散・交通の要所として繁栄した。

### 沿革
- 1873年（明治6年）6月11日 - 北方村立下等小学校が開校[8]。
- 1875年（明治8年）8月 - 水沢県登米警察本部佐沼屯所が設置される[9]。
- 1876年（明治9年）
  - 栗原郡に編入される[7]。
  - 登米警察本部佐沼屯所が築館警察署佐沼分署に改正[9]。
- 1878年（明治11年）
  - 登米郡に編入される[7]。
  - 佐沼警察署設置[9]。
- 1879年（明治12年） - 七十七銀行佐沼支店が登米郡役所内にて開設[10]。
- 1882年（明治15年） - 佐沼警察署が石巻警察署佐沼分署に改正[9]。
- 1886年（明治19年） - 佐沼警察が設置される
- 1887年（明治20年） - 佐沼警察が登米警察署佐沼分署に改正[9]。
- 1889年（明治22年）4月1日 - 佐沼中学校が開校[8]。
- 1902年（明治35年） - 宮城県立第二中学校登米分校が開校[11]。
- 1904年（明治37年）6月 - 宮城県立第二中学校登米分校が佐沼中学校となる[11]。
- 1920年（大正9年） - 仙北鉄道が開通[7]。
- 1926年（大正15年）7月11日 - 佐沼警察署が設置される[9]。
- 1947年（昭和22年）4月1日 - 佐沼中学校が佐沼高等学校となる[11]。
- 1955年（昭和30年） - 佐沼町が北方村および新田村と合併し、迫町が成立[7]。佐沼町は迫町の大字佐沼となる[7]。
- 1970年（昭和45年）4月20日 - 東佐沼郵便局が開局[12]。
- 1974年（昭和49年）9月1日 - 迫合同庁舎（後の登米合同庁舎）が設置される[13]。
- 2005年（平成17年）4月1日 - 登米郡8町と本吉郡津山町が合併し、登米市が成立。佐沼は登米市の大字迫町佐沼となる。

### 佐沼の由来
佐沼の名称は、古代に存在した讃馬郡（さぬまぐん）の名称の名残とされている。なお、讃馬の名称の由来は小沼に起因するとされる。

## 施設
- 登米市役所（中江2丁目6-1）[15]

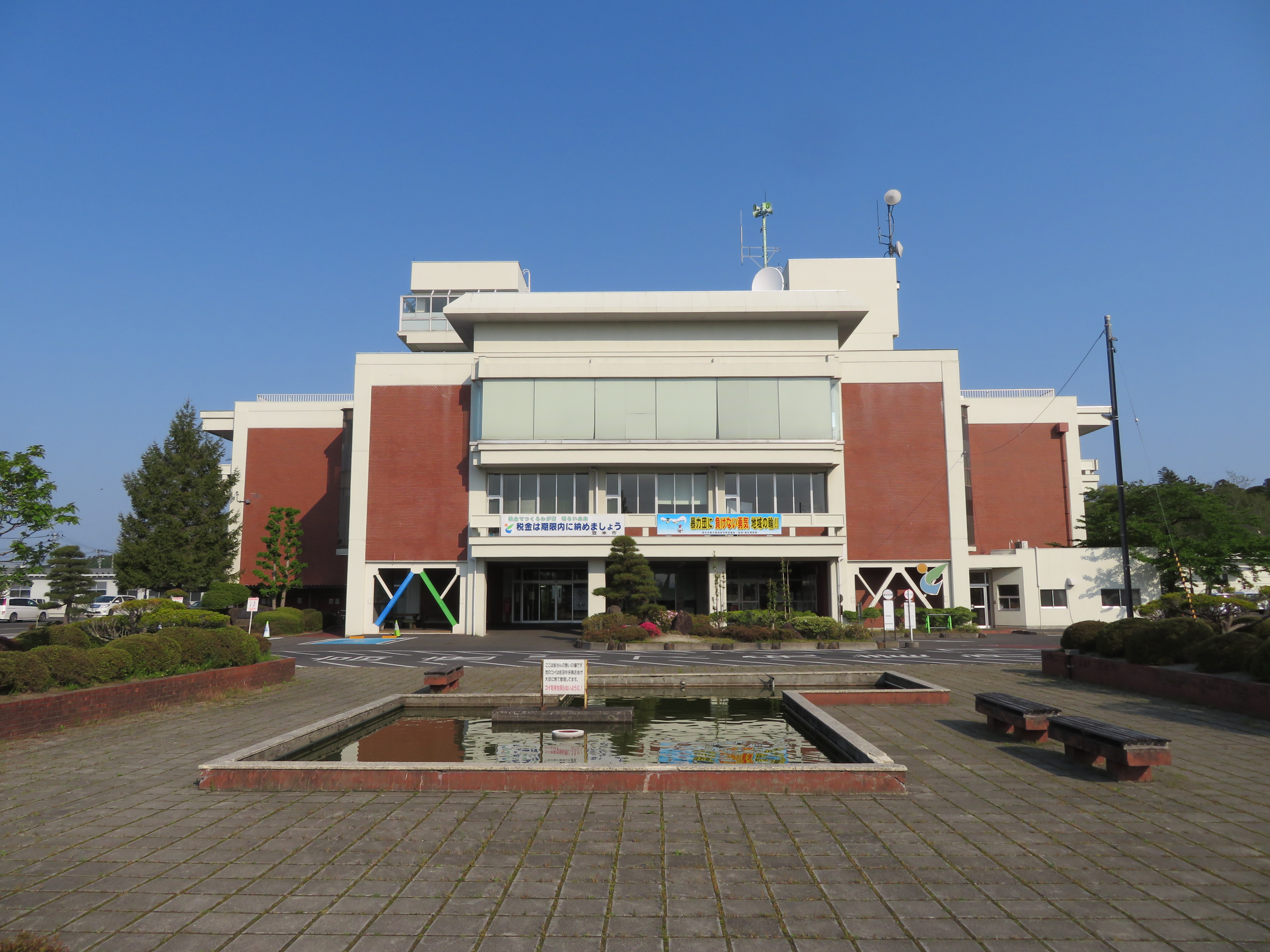
登米市役所

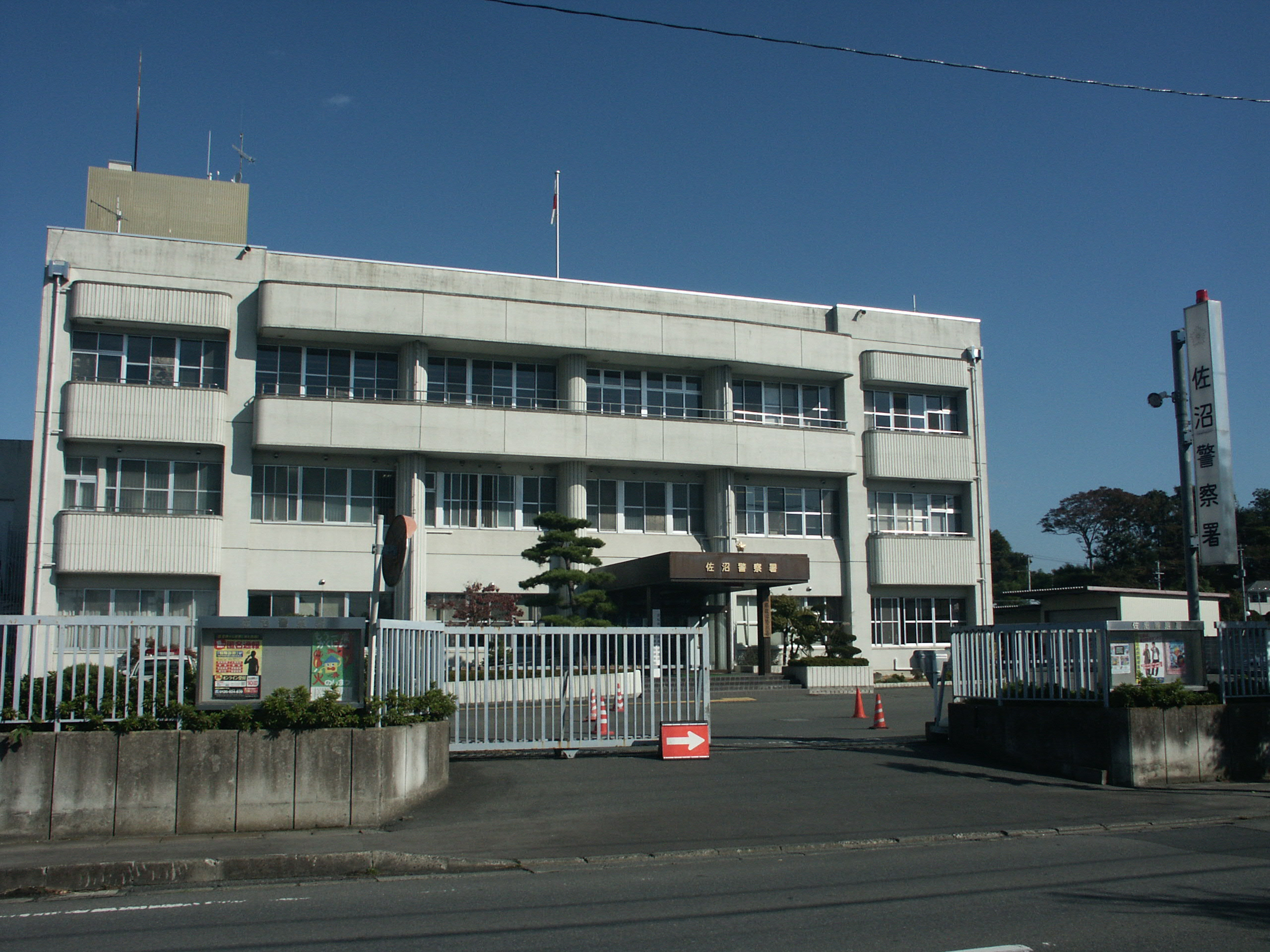
宮城県警察佐沼警察署

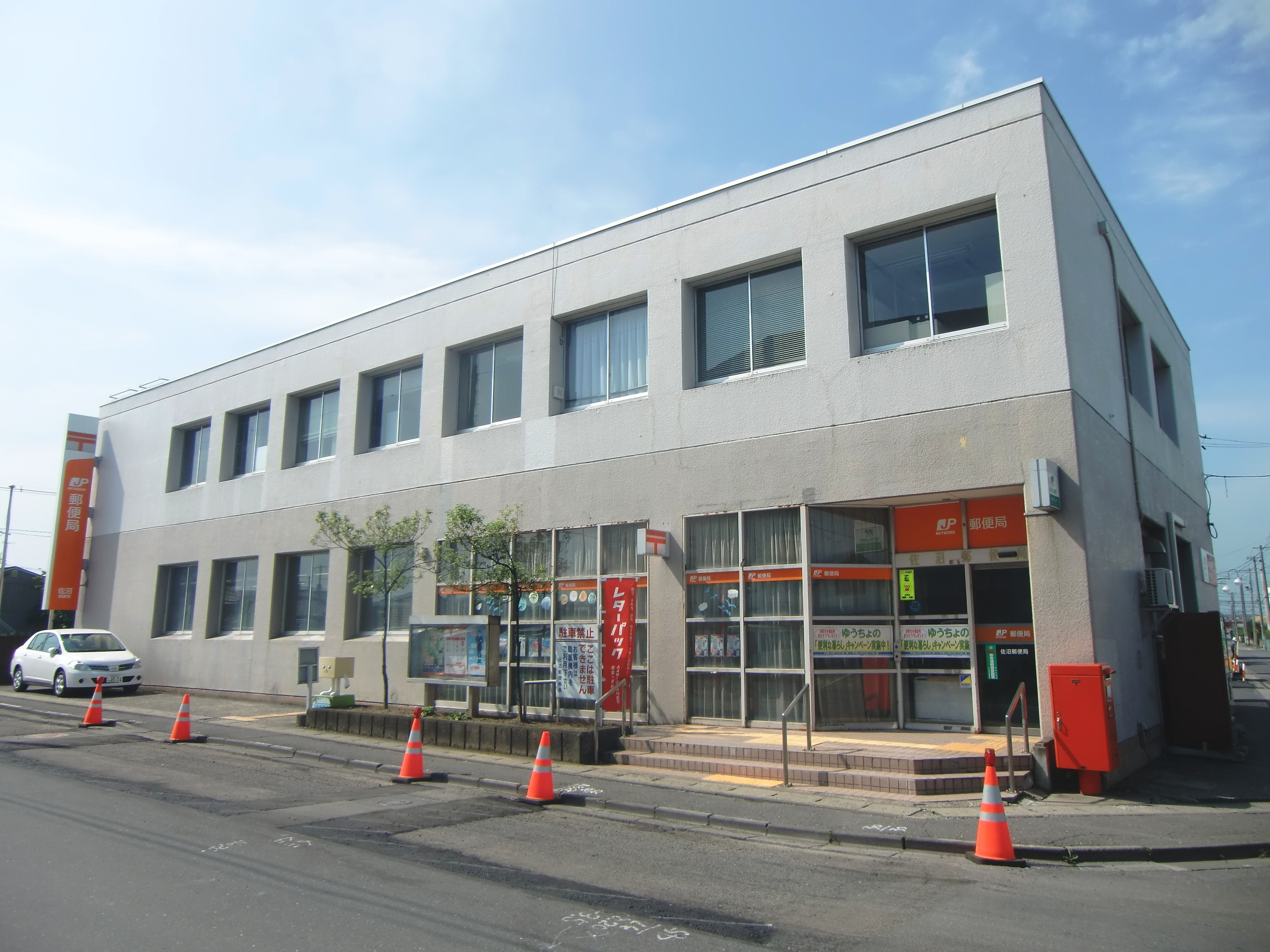
佐沼郵便局

- 宮城県警察佐沼警察署（中江5丁目11-5）[16]
- 宮城県登米合同庁舎（西佐沼150-5）[17]
- 佐沼郵便局（中江3丁目1-11）[18]
- 東佐沼郵便局（錦109）[19]
- 佐沼税務署（沼向109）[20]
- みやぎ県北高速幹線道路佐沼IC上り入口[21]
- JAみやぎ登米本店・迫支店（中江3丁目9-1）[22]
- JAみやぎ登米西部営農経済センター（新大瀬302）[22]
- 登米市歴史博物館（内町63-20）[23]
- 登米市迫体育館（中江2丁目6-1）[24]
- 登米市立佐沼小学校（錦108）[25]
- 登米市立佐沼中学校（沼向4）[26]
- 宮城県佐沼高等学校（末広1）[27]
- 七十七銀行佐沼支店（西佐沼94）[28]
- 仙台銀行佐沼支店（八幡3丁目2-1）[29]
- 佐沼公園（光ヶ丘6）[30]
- 登米祝祭劇場（光ヶ丘30）[31]
- 中江中央公園（中江2丁目6）[32]
  - 毎年12月の第1日曜日に日本一はっとフェスティバルが開催される。

## 交通

### 鉄道
域内に鉄道駅はないがJR東北本線であれば新田駅が、JR気仙沼線であれば御岳堂駅や陸前豊里駅が挙げられる。
かつては仙北鉄道登米線が瀬峰駅との間に通じており、佐沼駅が存在したが、1968年3月に廃止された。

### 道路
- 国道398号
- 国道346号
- 宮城県道1号古川佐沼線
- 宮城県道36号築館登米線（みやぎ県北高速幹線道路）
- 宮城県道199号米山迫線
- 宮城県道200号中田迫線

### バス
- ミヤコーバス[35] - ミヤコーバス佐沼営業所が所在する
  - 仙台 - 佐沼線
- 南三陸乗合バス[35]
  - 志津川登米線
- 登米市市民バス[35]
  - 市街地循環線
  - 新田線
  - 石越線
  - 津山線
  - 登米線
  - 東西循環線
  - 東和線
  - 南方線
  - 豊里線
  - 米山佐沼線

## 統計
迫町佐沼に関する統計は以下の通りである。
| 年     | 人口（人） | 面積（km2） | 人口密度（人/km2） | 人口増加率 |
| ------ | ---------- | ----------- | ------------------ | ---------- |
| 1960年 | 6,061      | 0.9         | 6,734.0            | -          |
| 1965年 | 5,474      | 0.9         | 6082.0             | 9.7%減     |
| 1970年 | 5,659      | 1.1         | 5,144.5            | 3.4%増     |
| 1975年 | 5,235      | 1.1         | 4,759.1            | 7.5%減     |
| 1980年 | 5,498      | 1.4         | 3,927.1            | 5.0%増     |
| 1985年 | 5,582      | 1.5         | 3,721.3            | 1.5%増     |
| 1990年 | 7,498      | 2.1         | 3,570.5            | 34.3%増    |
| 1995年 | 7,418      | 2.0         | 3,804.1            | 1.1%減     |
| 2000年 | 7,308      | 2.1         | 3,709.6            | 1.5%減     |
| 2005年 | 7,460      | 2.1         | 3,518.9            | 2.1%増     |
| 2010年 | 7,374      | 2.1         | 3,462.0            | 1.2%減     |
| 2015年 | 7,341      | 2.1         | 3,462.7            | 0.4%減     |

## 学区
公立学校なのであれば、登米市立佐沼小学校か登米市立北方小学校および登米市立佐沼中学校に進学する。

## イベント

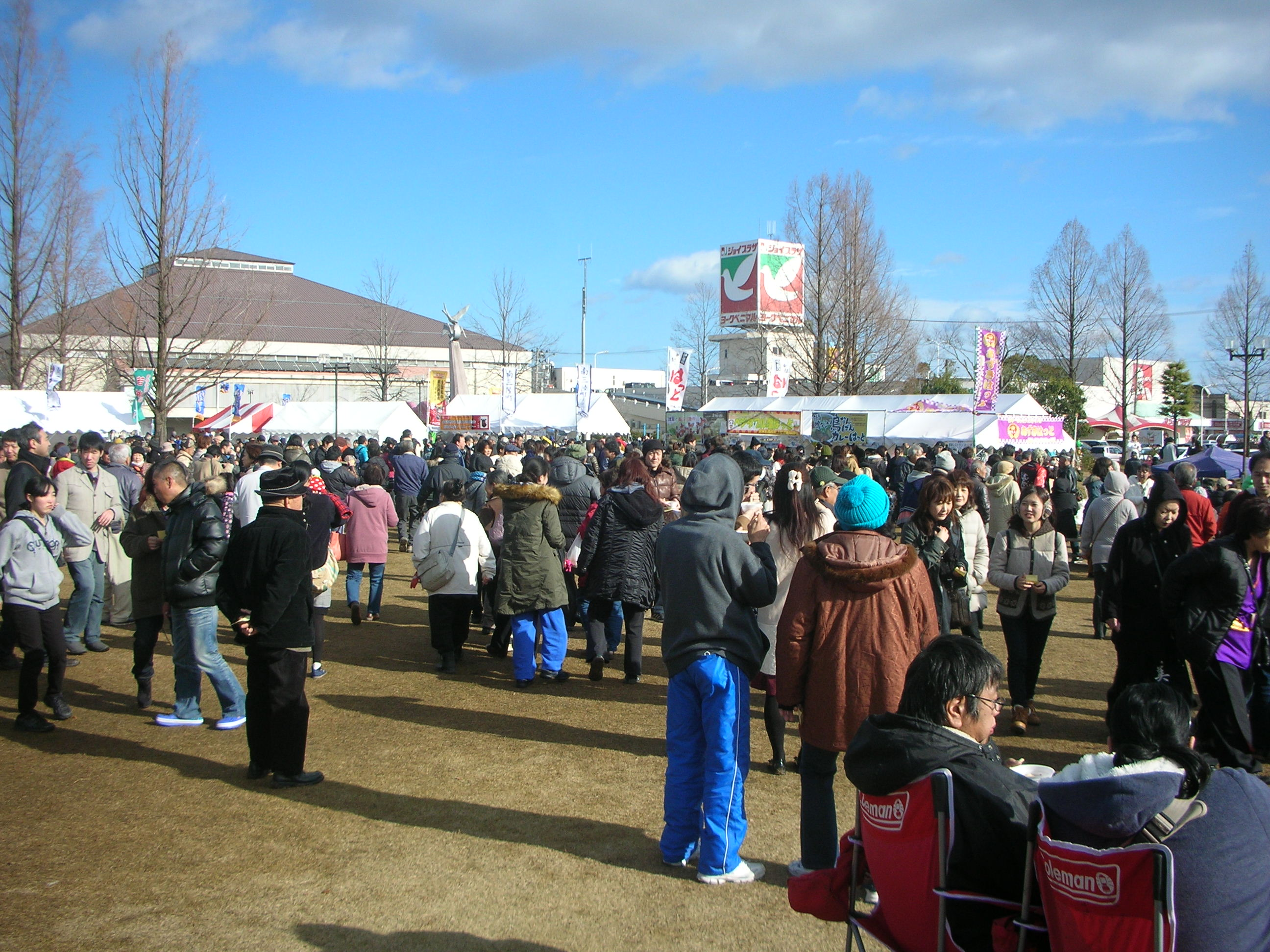
2015年日本一はっとフェスティバルの様子。

- 日本一はっとフェスティバル：例年、12月第一日曜日に中江公園（迫中江中央公園）にて開催されるイベントであり、地域につたわる郷土料理であるはっとをPRするために始められた[38]。2010年から2019年は来場者の投票により決定する「はっと大賞」が設けられていたが、2023年からは設けられていない[注 1][38][39]。
- 佐沼夏まつり